# RAF Halton
La RAF Halton (Royal Air Force Halton) est une importante base de la Royal Air Force (RAF) située à Halton, dans le Buckinghamshire.